# دينيس ليبسكومب
دينيس ليبسكومب (بالإنجليزية: Dennis Lipscomb)‏ هو ممثل أمريكي، ولد في 1 مارس 1942 بوستباري في الولايات المتحدة، وتوفي في 30 يوليو 2014.

## أعمال

### أفلام
- (1984) قصة جندي
- (1992) تحت الحصار[3]

### مسلسلات
- دالاس
- موردر

## وصلات خارجية
- دينيس ليبسكومب على موقع IMDb (الإنجليزية)
- دينيس ليبسكومب على موقع ألو سيني (الفرنسية)
- دينيس ليبسكومب على موقع أول موفي (الإنجليزية)
- دينيس ليبسكومب على موقع قاعدة بيانات برودواي على الإنترنت (الإنجليزية)
- دينيس ليبسكومب على موقع قاعدة بيانات الأفلام السويدية (السويدية)
- دينيس ليبسكومب على موقع قاعدة بيانات الفيلم (الإنجليزية)
- دينيس ليبسكومب على موقع كينوبويسك (الروسية)